# 2010年亚洲残疾人运动会叙利亚代表团
2010年亚洲残疾人运动会叙利亚代表团派出了9名运动员参赛，其中男选手5名，女选手4名。
奖牌榜：
| 名次 | 代表团 | 金牌 | 银牌 | 铜牌 | 总数 |
| ---- | ------ | ---- | ---- | ---- | ---- |
| 21   | 叙利亚 | 0    | 4    | 3    | 7    |

## 奖牌获得者

### 银牌
1. 努拉·巴杜尔：举重 - 女子 40 公斤级
2. 法蒂玛·哈桑：举重 - 女子 52 公斤级
3. 拉莎·希赫：举重 - 女子 75 公斤级
4. 穆罕默德·穆罕默德：田径 - 男子标枪 - F57/58

### 铜牌
1. 哈姆杜·萨拉特：田径 - 男子 100 公斤级
2. 穆罕默德·穆罕默德：田径 - 男子铅球 - F57/58
3. 巴萨姆·萨乌桑：田径 - 男子铁饼 - F42